# Andrew Burnham
Andrew Burnham (Worksop, Nottinghamshire, 19 de março de 1948) é um ex-bispo anglicano, recebido em plena comunhão com a Sé de Pedro na Solenidade de Santa Maria Mãe de Deus, 1 de janeiro de 2011, a fim da ereção do primeiro Ordinariato pessoal para anglicanos para a Inglaterra e País de Gales. Serviu como bispo de Ebbsfleet de 2000 até 2010. Desde 15 de janeiro de 2011 é Sacerdote e membro do Conselho interino do Ordinariato Our Lady of Walshingham.

## Ministério Anglicano
Burnham estudou Música e Teologia no New College, Oxford, e Licenciatura no Westminster College. Foi Maestro do Bilborough College, Nottingham. Foi seminarista anglicano na St Stephen's House, largando a música, sua paixão: de 1973 a 1985 foi mestre de capela da Nottingham Harmonic Society. O bispo de Southwell sugeriu que se tornasse padre não-estipendiário, o qual exerce o ministério sem retorno financeiro, e, posteriormente, sua esposa Cathy o persuadiu a exercer o ministério em tempo integral.
De 1983 a 1985, Burnham foi cura honorário na diocese anglicana de Southwell. Até 1987, foi cura da Igreja de São João Batista, Beeston; até 1994, vigário da Igreja de São João Evangelista, Carrington. Andrew Burnham foi anunciado terceiro bispo de Ebbsfleet aos 12 de setembro de 2000, confirmado aos 22 de novembro do mesmo ano por Carta-patente de Sua Majestade Isabel II do Reino Unido.

## Sacerdócio Católico
Aos 8 de julho de 2008 -- 1 ano e 4 meses antes da emissão da Anglicanorum Coetibus -- anunciou a intenção de levar consigo seus paroquianos anglocatólicos em unidade à Igreja Católica e pediu a Sua Santidade Bento XVI que proviesse com uma solução para esta conversão em comum.
Aos 8 de novembro de 2010, Burnham foi um dos cinco bispos que manifestaram sua intenção de submeter-se a Roma e entrar no Ordinariato quando este fosse estabelecido na Inglaterra. Sua resignação foi efetuado aos 31 de dezembro do mesmo ano e no dia seguinte foi recebido na Igreja Católica Apostólica Romana em cerimônia discreta na Catedral Católica de Westminster por Dom Vincent Nichols (arcebispo de Westminster). Também foram crismados sua esposa Cathy, John Broadhurst (ex-bispo de Fulham) e sua esposa Judith, Keith Newton (ex-bispo de Richborough) e três freiras da Society of St Margaret (Walsingham), as irmãs Carolyne Joseph, Jane Louise e Wendy Renate.
Visto que as ordenações anglicanas são inválidas - isto é, não são verdadeiramente sacramento, donde se tem que quem as recebe não munda ontologicamente, não se torna sacerdote - para Igreja Católica, todo convertido tem de ser ordenado absolute (absolutamente) - ou seja, sem dúvida com relação a uma possível ordenação anterior: esta não existiu sacramentalmente, afirma Apostolicae Curae. Aos 13 de janeiro de 2011, pois, foi ordenado validamente diácono na Capela do Seminário e dois dias depois (15 de janeiro), presbítero, na mesma cerimônia litúrgica em que foi erigido o Primeiro Ordinariato pessoal, o Ordinariato Pessoal Nossa Senhora de Walsingham.
Em 17 de março, foi anunciado que Burnham havia sido nomeado Prelado de Honra pelo Papa. Na Diocese de Portsmouth, atuou como pároco de St. Mary's em East Hendred, Oxfordshire, aposentando-se em setembro de 2023 ao alcançar a idade canônica.

### A Liturgia do Ordinariato
| “ | Andrew Burnham é liturgista e ele está estudando, junto a outros especialistas ao redor do mundo, como pode ser uma liturgia anglicana para o Ordinariato. A Congregação para a Doutrina da Fé está bastante interessada em que haja uma liturgia comum para os Ordinariatos onde quer que estejam. Há, obviamente, o Livro de Culto Divino, que foi produzido nos EUA para aqueles que se tornaram católicos sob a Provisão Pastoral [do Uso Anglicano] nos anos 70 e 80. Eu não sei se você já viu esse livro, (...) tem bastante material, e nós vamos olhar para isso. Mas precisamos de algo que seja aceitável em todo o mundo. Na Inglaterra, ele será usado por alguns, mas certamente não por todos -- na Inglaterra ao menos -- para o rito eucarístico. Alguns dos padres no mundo anglo-católico, também os que se juntarão ao Ordinariato, já usam o Ritual Romano, e continuarão a fazê-lo. Alguns vão querer usar um rito anglicano que seja ratificado pela Congregação para o Culto Divino e Disciplina dos Sacramentos, mas isso é um processo que está acontecendo, e que não é meu departamento e eu estou feliz em deixá-lo ao Bispo Andrew - desculpe, Padre Andrew. | ” |